# 灰色菌
《灰色菌》是一部由史蒂芬·金於1973年所著的短篇小說，當時發佈在Cavalier雜誌上，後來收錄在短篇小說集《有時候，他們會回來》內。

## 故事簡介
李奇·葛雷納汀自失業後，就只會留在家中酗酒，每天都叫兒子到酒吧買酒。一天，李奇喝下了懷疑變壞了的啤酒，起初他都不以為然，後來兒子覺得李奇越來越古怪。李奇開始變得怕光，又不願移動，日日都坐在梳化上，還用布包著整個身體。直到有一天，兒子偷看到李奇的手變得毛茸茸，而且吃掉死貓的屍體。兒子十分害怕，走到每天買酒的酒吧尋求協助，酒吧東主於是帶了手槍聯同兩個客人到訪李奇的家。結果見到李奇已經變為一團灰色的不明生物。